# 1877 au Québec
Cet article traite des événements survenus en 1877 au Québec. 

## Événements

### Janvier

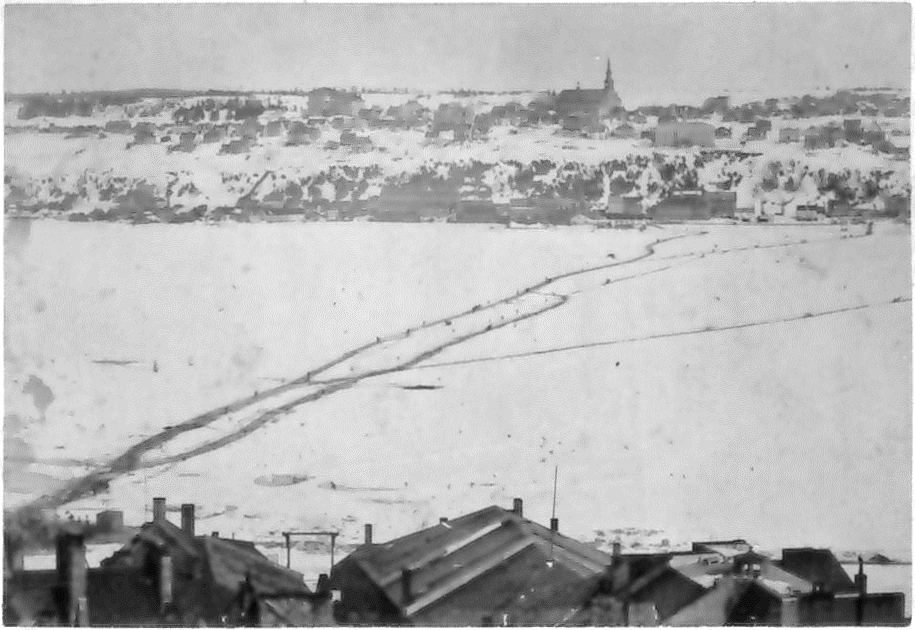
Le Pont de glace reliant Québec à Lévis vu de la terrasse Durham en 1877

- 15 janvier : l'évêque de Rimouski, Jean Langevin, publie un mandement dénonçant ceux qui prétendent à l'omnipotence du Parlement[1].

### Février
- 12 février : le député conservateur de Kamouraska, Charles-François Roy, démissionne pour se présenter à l'élection partielle fédérale qui se tient dans le même district[2].
- 20 février : Charles-François Roy remporte l'élection partielle fédérale de Kamouraska par une majorité de 40 voix[3].
- 22 février : le journaliste Joseph-Israël Tarte remporte l'élection partielle provinciale de Bonaventure[2].
- 28 février : la Cour suprême statue que l'élection du ministre fédéral Hector-Louis Langevin dans Charlevoix est invalidée pour cause d'influence indue. Certains membres du clergé dans le district ont en effet menacé de retirer les sacrements aux paroissiens qui ne voteraient pas pour lui lors de la dernière campagne électorale[4].

### Mars
- 2 mars : Jean-Louis Beaudry est réélu maire de Montréal pour la deuxième fois, succédant ainsi à William Hale Hingston. Il avait été maire une première fois de 1862 à 1866.
- 6 mars : le journal Le Canadien, dont le propriétaire est le conservateur Joseph-Israël Tarte, dénonce le dernier jugement de la Cour Suprême[5].
- 19 mars : le libéral Joseph Dumont remporte l'élection partielle de Kamouraska[2].
- 23 mars : Hector-Louis Langevin est réélu par une majorité de seulement 56 voix lors de l'élection partielle de Charlevoix face au libéral Pierre-Alexis Tremblay[5].
- 26 mars : plusieurs évêques du Québec demandent une réforme de la loi électorale et déplorent la dernière décision de la Cour Suprême concernant l'élection de Charlevoix[5].

### Avril

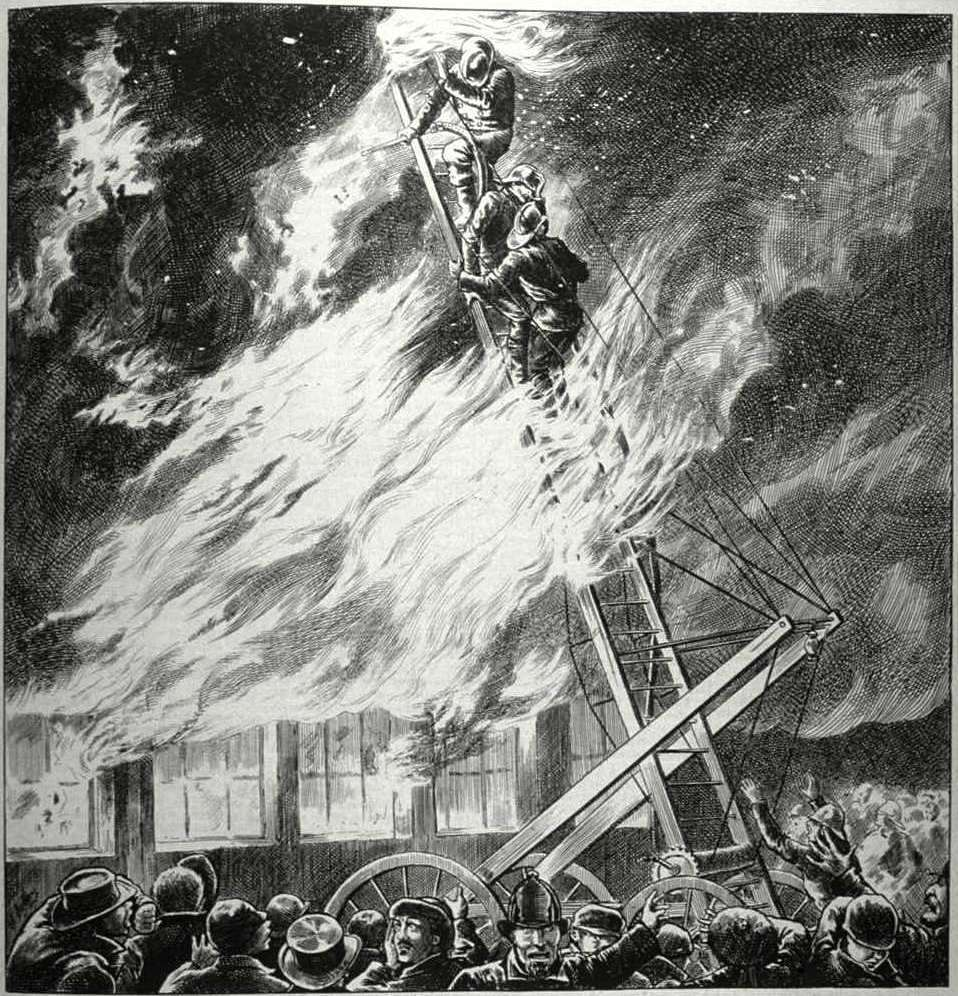
Pompier combattant le feu de la rue Saint-Urbain à Montréal

- 29 avril : à Montréal, un incendie à l'angle des rues Saint-Urbain et Scott fait 11 morts dont 7 pompiers[6].

### Mai
- 8 mai : le gouvernement De Boucherville signe le contrat de construction de l'édifice des départements entre les faubourgs Saint-Jean et Saint-Louis. Il s'agit d'une première phase devant mener à long terme à l'érection du nouvel Hôtel du Parlement[2].
- 9 mai : la construction du bâtiment débute.
- 24 mai : l'évêque irlandais George Conroy est envoyé à Québec par le Vatican. Son but est d'enquêter sur l'opposition entre l'Église et l'État et d'élaborer des solutions[7].

### Juin
- 7 juin : un incendie fait rage au sud du lac Saint-Jean entre Métabetchouan et Hébertville. Douze maisons ont brûlé jusqu'à maintenant et plusieurs paroisses sont menacées[8].
- 18 juin : l'église et le presbytère de la mission du lac des Deux-Montagnes près d'Oka sont rasés par un incendie. On soupçonne sans preuve un attentat criminel de la part de certains Mohawks de l'endroit. Une dizaine d'entre eux avaient été arrêtés il y a quelques jours pour trouble public, ce qui avait suscité le mécontentement d'une partie de cette communauté[9].
- 26 juin : lors d'un discours devant George Conroy à l'Académie de musique du Québec, le chef libéral Wilfrid Laurier déclare faire une distinction entre le libéralisme économique et politique préconisé par les partis libéraux canadiens et le libéralisme catholique condamné par l'Église[10].

### Juillet
- 2 juillet : le conservateur Pierre-Étienne Fortin remporte l'élection partielle de Gaspé[2].
- 12 juillet : une échauffourée entre Irlandais catholiques et protestants fait 1 mort à Montréal à l'occasion d'une cérémonie commémorant la bataille de la Boyne[11].
- 14 juillet : le maire de Montréal Jean-Louis Beaudry lance un appel au calme, déclarant que des mesures ont été prises pour punir les personnes qui tenteraient de troubler la paix[12].
- 16 juillet : les funérailles de la personne tuée le 12 juillet se déroulent dans un climat tendu. Quelques affrontements ont lieu entre Irlandais protestants et catholiques. Quelques Québécois francophones se sont ralliés à ceux-ci[12].

### Août
- 18 août : le vapeur Saguenay s'échoue sur un récif près du quai de Chicoutimi. Les passagers peuvent débarquer sain et sauf malgré un début de panique à bord. Il s'agissait d'un bateau passeur qui faisait la navette entre Chicoutimi et la baie des Ha! Ha![13].
- 21 août : lors d'un discours à Saint-Lin, le leader conservateur Joseph-Adolphe Chapleau déclare prôner la formation d'un nouveau parti politique qui réunirait les conservateurs et les libéraux modérés[14].
- 28 août : dans Le Canadien, Joseph-Israël Tarte critique le dernier discours de Chapleau[14].

### Octobre
- 8 octobre : Wilfrid Laurier devient ministre du Revenu de l'Intérieur dans le gouvernement du premier ministre canadien Alexander Mackenzie[15].
- 11 octobre : l'épiscopat québécois publie un mandement établissant une nette distinction entre le libéralisme politique et le libéralisme catholique[15].
- 27 octobre : Wilfrid Laurier subit la défaite par 29 voix lors de l'élection partielle fédérale dans sa circonscription de Drummond-Arthabaska[16].
- 30 octobre : les conservateurs Pierre Boucher de la Bruère (en), Joseph Godet et John Hearn sont nommés au Conseil législatif[2].

### Novembre
- 1er novembre : George Conroy donne son appui au dernier mandement des évêques[15].
- 3 novembre : l'Indépendant Jacques Malouin remporte l'élection partielle fédérale de Québec-Centre à la suite de la démission de Joseph-Édouard Cauchon.
- 8 novembre : le député conservateur de Québec-Est, Isidore Thibaudeau, démissionne afin que Laurier se présente dans son district[17].
- 21 novembre : une assemblée libérale dans Québec-Est est perturbée par des manifestants probablement envoyés par le Parti conservateur pour y semer le trouble, ce qui est monnaie courante à cette époque[18].
- 28 novembre : Wilfrid Laurier remporte décisivement l'élection partielle de Québec-Est par une majorité de 316 voix[17].

### Décembre
- 17 décembre : John Hearn siégeant maintenant au Conseil législatif, il y a une élection partielle dans Québec-Ouest, district qu'il représentait à l'Assemblée législative. C'est le conservateur Richard Alleyn qui y est élu[2].
- 18 décembre : l'indépendant conservateur François Xavier Ovide Méthot remporte l'élection partielle fédérale de Nicolet à la suite de la démission de Joseph Gaudet.
- 19 décembre : ouverture de la troisième session de la 3e législature. Le discours du Trône annonce l'adoption de projets de loi sur l'agriculture, les écoles de réforme et les actes de licences. Il annonce également qu'un rapport sur le chemin de fer Québec, Montréal, Ottawa et Occidental (le chemin de fer de la rive nord) sera bientôt présenté à la Chambre[19].
- 21 décembre : 
  - le conseiller législatif conservateur Louis Archambeault dénonce les dépenses excessives du gouvernement et le somme d'avouer ses embarras de trésorerie[20].
  - la session ajourne pour les Fêtes.

## Naissances
- 18 janvier - Irma LeVasseur (première femme médecin québécoise) († 22 janvier 1964)
- 16 mars - Léo-Ernest Ouimet (pionnier du cinéma québécois) († 2 mars 1972)
- 20 mars - Carleton James Oliver (marchand et homme politique) († 7 janvier 1931)
- 17 avril - Joseph Dillon (homme politique)  († 28 octobre 1938)
- 30 mai - Walter George Mitchell (politicien) († 3 avril 1935)
- 13 juillet - Joseph-Léon Saint-Jacques (homme politique) († 24 septembre 1964)
- 23 juillet - Aimé Boucher (politicien) († 9 septembre 1946)
- 1er octobre - Justine Lacoste-Beaubien (gestionnaire et philanthrope) († 17 janvier 1967)
- 19 décembre - Joseph-Hughes Fortier (homme politique) († 22 septembre 1955)
- 26 décembre - Aldéric-Joseph Benoit (politicien) († 16 juillet 1968)

## Décès
- 4 mai - Charles Wilson (ancien maire de Montréal) (º avril 1808)
- 30 juillet - Médéric Lanctôt (journaliste) (º 7 décembre 1838)
- 4 août - Alexis Mailloux (personnalité religieuse) (º 8 janvier 1801)
- 7 novembre - Joseph-Octave Beaubien (politicien) (º 22 mars 1824)